# 위하이
위하이(중국어: 于海, 1987년 6월 4일 ~ )는 중국의 전직 축구 선수이자 현 축구 지도자로 현역 시절 레프트 윙어 겸 레프트 백으로 활약했으며 현재 상하이 하이강 B팀의 수석 코치를 맡고 있다.

## 클럽 경력
2004년 베이징 런허에 입단 후 2006년까지 공식전 44경기 2골을 기록하며 중국 슈퍼리그 2004 3위의 성적에 일조한 뒤 2006-07 시즌을 앞두고 네덜란드 에레디비시의 SBV 피테서로 이적했지만 2007-08 시즌까지 리그 10경기 출장에 그쳤고 설상가상으로 부상까지 겹치며 결국 2008년 7월 피테서에서 방출되었다.
이후 2009년 친정팀인 베이징 런허로 복귀하여 2014 시즌까지 6시즌동안 공식전 185경기 24골을 터뜨리며 2012 시즌 중국 FA컵 준우승, 2013 시즌 중국 FA컵 우승, 2014 시즌 중국 FA 슈퍼컵 우승 등에 공헌했다.
2014 시즌을 마친 뒤 같은 중국 슈퍼리그팀인 상하이 하이강으로 이적하여 2023 시즌까지 9시즌동안 공식전 225경기 10골을 기록하며 리그 2회 우승(2018, 2023) 및 2회 준우승(2015, 2017), 2번의 리그 3위(2016, 2019), 중국 FA컵 2회 준우승(2017, 2021) 및 2번의 4강 진출(2019, 2022), 2019 시즌 중국 FA 슈퍼컵 우승, 2017년 AFC 챔피언스리그 4강 진출 등에 기여했으며 2023 시즌 종료 후 프로 통산 464경기 37골의 기록을 남긴 뒤 19년간의 현역 생활을 마무리했다.

## 국가대표팀 경력
2009년 6월 4일 사우디아라비아와의 친선 경기에서 국제 A매치 데뷔전을 치렀고 같은 해 6월 25일 키르기스스탄과의 친선 경기에서 A매치 데뷔골을 신고했다.
이후 이듬해에 열린 2010년 동아시아 축구 선수권 대회에 출전하여 대한민국과의 결승 리그 2차전에서 선제골을 터뜨려 팀의 3-0 승리에 기여했고 이를 기반으로 중국은 통산 2번째 동아시안컵 우승컵을 들어올렸다.
그리고 2회 연속 AFC 아시안컵 본선(2011, 2015)에 출전하여 아시안컵 7경기에서 2골을 기록하며 2015년 대회 8강 진출에 일조했으며 2018년까지 A매치 통산 71경기 11골을 기록한 뒤 국가대표팀 은퇴를 선언했다.

## 대회 성적

### 클럽
베이징 런허
- 중국 슈퍼리그 : 3위 (2004)
- 중국 FA컵 : 우승 (2013), 준우승 (2012)
- 중국 FA 슈퍼컵 : 우승 (2014)

상하이 하이강
- 중국 슈퍼리그 : 우승 (2018, 2023), 준우승 (2015, 2017), 3위 (2016, 2019)
- 중국 FA컵 : 준우승 (2017, 2021), 4강 (2019, 2022)
- 중국 FA 슈퍼컵 : 우승 (2019)
- AFC 챔피언스리그 엘리트 : 4강 (2017)

### 국가대표팀
중국
- EAFF E-1 풋볼 챔피언십 : 우승 (2010)